# آنا فون هاوسولف
آنا میکایلا ابا الکترا فون هاوسولف (سوئدی: Anna Michaela Ebba Electra von Hausswolff؛ زادهٔ ۶ سپتامبر ۱۹۸۶ در یوتبری) خواننده-ترانه‌پرداز، موسیقی‌دان و نوازنده پیانو اهل سوئد است. او از سال ۲۰۰۸ میلادی تاکنون مشغول فعالیت بوده‌است.